# GID
GID (ang.) Group ID, group identifier – numeryczny identyfikator grupy w systemie operacyjnym Unix i systemach uniksopodobnych.
W systemach uniksowych, konta użytkowników przydzielane są do grup. Dana grupa posiada ściśle określone prawa dostępu do systemu plików z uprawnieniami. Korzystanie z grup umożliwia nadawanie uprawnień użytkownikom przez superużytkownika w sposób zorganizowany, np. prawa do uruchamiania programów, dostęp do plików, drukarek, skanerów i innych urządzeń peryferyjnych. Część zadań o charakterze administracyjnym również może zostać powierzona wybranym grupom, a przez to użytkownikom przypisanym do danej grupy.
Podczas tworzenia konta, jest ono automatycznie przydzielane do grupy głównej, (ang.) primary group. GID grupy głównej jest domyślnie równy UID. Definicje wszystkich grup znajdują się w pliku /etc/group według schematu:
nazwa_grupy : hasło : GID : lista_użytkowników
gdzie:
nazwa_grupy – tekstowy identyfikator grupy
hasło – opcjonalne hasło dla grupy
GID – numeryczny identyfikator grupy
lista_użytkowników – lista tekstowych identyfikatorów kont należących do grupy

## Reguły
- grupa root ma GID = 0,
- grupa nogroup ma ostatni GID = 65534,
- zakres GID od 1 do 99 (typowo) jest zarezerwowany dla grup systemu operacyjnego,
- GID-y od 100 (500 w Red Hat Linux, 1000 w Debianie) wzwyż są przeznaczone dla grup głównych,